# Кукла
Вижте пояснителната страница за други значения на Кукла.
Кукла (от латински: cuculla, през гръцки: κούκλα) е предмет (фигура) с човешка форма, най-често на момиченце или бебе.
Може да бъде парцалена (от текстил), порцеланова, дървена (като марионетка, матрьошка и др.), пластмасова, стъклена, от папиемаше или друг материал.
Обикновено приложението на куклите е като детски играчки, макар че някои от тях (особено порцелановите) са особено ценени като украшения.
В по-общ смисъл „кукли“ се наричат и играчки с животински форми: плюшени мечета, люлеещи се кончета, патенца на колела и други. Нерядко „кукли“ също се наричат модели, използвани:
- като манекен – за представяне на облекло и за специални ефекти в киното (вж. Йода) и телевизията (вж. гиньол);
- като чучело – при изпитания на продукти и в спорта (тренажор).

В българския език „кукла“ се използва също като комплимент за красиво момиче. В престъпния свят „кукла“ означава имитирана пачка от банкноти във вид на пачка от хартиени изрезки.